# Socialna demokracija
Socialna demokracija je svetovno politično gibanje, ki se zavzema za reforme kapitalistične družbe z demokratičnimi sredstvi v korist delavskega razreda. Enakomernejšo razdelitev sadov skupnega dela v družbi naj bi dosegli z večjo vlogo države (in ali lokalnih oblasti) pri nadzoru nad delovanjem konkurenčnega trga in s prerazdeljevanjem dobrin, posebno možnosti šolanja, zdravstvenega in pokojninskega varstva.

## Zgodovinski pregled

### Razcep med socialdemokrati in komunisti
Socialne demokracije v prvotnem pomenu besede ne smemo enačiti s socialno demokracijo v današnjem pomenu besede. Socialna demokracija se je prvotno pojavila kot dopolnitev in nasprotovanje liberalni demokraciji. Slednja se je zadovoljila s pravno enakostjo državljanov, torej enakostjo teh državljanov pred zakonom; pri tem je pozabila na razredne razlike med temi državljani, pozabila pa je tudi, da samo pravo te razredne razlike priznava, legitimira in utrjuje. Pridevnik »socialna« v socialni demokraciji (v prvotnem pomenu besede) tako izhaja iz upoštevanja razrednih razlik med pravno enakimi državljani. Opozarja, da je ravno ta razredna razlika temeljna ovira, ki preprečuje družbeno enakost; vzpostavitev družbene enakosti iz tega vidika zahteva tudi odpravo razredne družbe kot take.

#### Socialni šovinizem
Socialna demokracija in komunizem sta postala uradno ločena pojma šele po začetku prve svetovne vojne. Temeljni prevrat se je zgodil pri vprašanju vojnih kreditov in splošne podpore vojni pod imenom domoljubja in »obrambe pred tujimi barbari«. V Franciji je takšna podpora socialdemokratov bila znana pod imenom »Sveta zveza« (v izvirniku: »union sacrée«), v Nemčiji pa je taka podpora vojni nosila ime »Burgfriedenspolitik«. V Rusiji so podobno pozicijo zavzeli menjševiki; zmerno socialdemokratsko krilo, ki se je od revolucionarnega krila (boljševikov) ločilo že ob drugem kongresu ruske socialdemokratske partije leta 1903. 
Socialdemokratska podpora buržoazni in imperialistični državi ni bila omejena le na glasovanje v prid vojnim kreditom. Vključevala je tudi premirje med proletariatom in buržoazijo, znan kot "civilni mir". V praksi je to pomenilo, da sedaj zmerna socialna demokracija ni vzpodbujala delavskega nasprotovanja kapitalu, ampak je ta antagonizem celo mirila. Takšno pozicijo je branila z retoričnim pristopom, da so razredni konflikti na nacionalnem nivoju »nepotrebno sektaštvo«, da se bodo razrešili po koncu vojne in »zmago nad barbari«. Socialna demokracija navkljub svojim pozicijam ni zavrgla razredne retorike, ampak jo je spreobrnila sebi v prid; mir z buržoazijo je predstavila kot interes delavstva, saj naj bi oba razreda bila izpostavljena skupni zunanji nevarnosti.
Takšna politična linija je bila bistveno odstopanje od tudi uradne socialdemokratske linije, ki je prevladovala tudi tik pred začetkom prve svetovne vojne. To odstopanje se je prikazalo na dveh območjih: na odnosu do imperializma in odnosu do razrednega boja.
Evropska socialna demokracija je še tedne pred začetkom vojne izpostavljala, da konflikt med Centralnimi silami in Antanto (glavnima taboroma prve svetovne vojne) ni boj za obrambo domovine, ampak je povsem imperialističnega značaja; borbeno geslo je tudi po atentatu Franca Ferdinanda ostalo »Boj proti imperializmu!«. Ko je dejansko prišlo do vojne, pa so socialdemokrati spremenili svoja stališča; vprašanje imperializma so postavili na stran, so ga označili za problem, ki se ga bo razrešilo, ko se bo odpravila eksistenčna grožnja domovini. Boj proti imperializmu je zamenjala »obramba domovine«, boj proti domači imperialistični buržoaziji je bil prestavljen na »ugodnejše razmere«; razredni boj tako na nacionalnem (v naslednjem odstavku) kot internacionalnem nivoju (tj. boj proti imperialistični vojni) je nadomestil skupni boj naroda proti zunanjemu sovražniku, kritika imperializma lastne dežele pa je utihnila.

#### Vpliv socialnega šovinizma na razredni boj
Iz vidika razrednega boja, torej konflikta med delavskim razredom in kapitalom, je socialna demokracija zavzela pozicijo, da je to vprašanje neprimerno nasloviti v času vojne. Vprašanja, kot na primer imperializem, militarizem (vpliv vojske v družbenem življenju ter naslavljanje njene družbene vloge nasploh) in produkcija presežne vrednosti ter razredni boj nasploh, so bila v očeh socialne demokracije drugotnega pomena; bila so celo nezaželena motnja »narodne enotnosti proti sovražniku«. 
Zmerna in sporazumaška narava socialne demokracije je prišla najbolj do izraza tekom neuspele nemške revolucije leta 1918-1919. Socialna demokracija ne le, da ni podprla delavskih vstaj (npr. v Berlinu), ampak je tudi podprla desničarske milice (Freikorps enote), ki so redni vojski pomagale pri zadušitvi vstaje; pri tem je treba še dodati, da je tekom nemške revolucije minister za obrambo bil socialdemokrat Gustav Noske. Socialna demokracija je revoluciji nasprotovala tudi v bodočih letih; pri tem se je sklicevala na vrsto argumentov, kot na primer, da »razmerje moči« ni ugodno za revolucijo, kot tudi, da slednja uporablja nasilje, da se brani pred svojimi sovražniki. Primer takšne linije je Karl Kautsky, ki je leta 1919 izdal kritiko Oktobrske revolucije z naslovom »Terorizem in komunizem«; na to delo je leto kasneje Lev Trocki odgovoril z istoimensko polemiko.
Takšen razcep med zmernim in revolucionarnim socialdemokratskim krilom ni bil posledica nenadnih sprememb ali spontanih odločitev; reformistične in oportunistične tendence so v socialni demokraciji bile prisotne in se krepile že daljše obdobje, odkrita podpora kapitalizmu ob izbruhu vojne pa je bila le iskra v sod smodnika. Iz Nemčija sta primera del, ki naslavljata vprašanje, »Socialna reforma ali revolucija« iz leta 1899 ter »Množična stavka, partija in sindikati« iz leta 1906. V Rusiji je do  razkola med revolucionarnim in reformističnim (današnjim socialdemokratskim) krilom prišlo že na drugem kongresu socialdemokratske stranke leta 1903; predlog za preimenovanje v komunistično partijo je boljševikom Lenin podal šele v Aprilskih tezah leta 1917 (v Nemčiji je revolucionarno krilo socialne demokracije bilo izobčeno in se je preoblikovalo v Spartakovo zvezo (Spartakusbund) že leta 1914, ob izbruhu vojne).

### New Deal in Zahod po drugi svetovni vojni
Velika gospodarska kriza, ki se je začela z zlomom ameriške borze leta 1929 in je trajala še naslednjo desetletje (razširila se je tudi na vse države, ekonomske povezane z ZDA, vključno z večino evropskih držav), je bila velik udarec stabilnosti kapitalistične družbe. Liberalne ekonomske pozicije, kot na primer laissez-faire kapitalizem, so izgubile večino svoje avtoritete. Njihova trditev, da je tržno gospodarstvo zmožno samo razrešiti ekonomske probleme, se je izkazala za problematično, saj so ravno za tržno gospodarstvo (in kapitalistično ekonomijo) značilne periodične krize, vključno s takrat aktualno krizo. 
Nadalje se je delavski boj razvil do mere, kjer je predstavljal relevantno grožnjo buržoazni politiki. Večji sindikati, kot na primer Ameriška zveza dela (American Federation of Labor, AFL), so sicer zavzemali reformistične pozicije; je pa kot radikalna alternativa bila relevantna politična sila tudi Komunistična partija ZDA (CPUSA). Ta je pod svojim okriljem, na primer, organizirala tudi črnce in ženske, ki so jih zmerni sindikati zapostavljali, v nekaterih primerih pa so se tudi aktivno borili proti njihovi emancipaciji.
Kot posebno zgodovinsko okoliščino je treba omeniti še obstoj Sovjetske Zveze kot politične sile, ki je predstavljala alternativo kapitalizmu. To je za delavski boj v kapitalističnih deželah imelo pomembne posledice; dokler je obstajala Sovjetska Zveza, je obstajal tudi praktičen odgovor na vprašanje, kaj naj bi bilo alternativa kapitalizmu (ki je pogosto postavljen kot »naravno stanje« in nespremenljiv, kot nekaj, čemur ni alternative). Ta argument je dobil toliko večjo težo, ker Sovjetske Zveze zaradi (vsiljene) trgovske izolacije kriza ni prizadela.
Nadalje navkljub protikomunistični propagandi povezanost gibanja s Sovjetsko Zvezo (obtožba, da je agitator »sovjetski agent«), ampak je ta propaganda lahko bila celo kontraproduktivna. Če se je za gibanje smatralo, da je povezano s Sovjetsko Zvezo (ali Kominterno), je to lahko celo povečalo avtoriteto gibanja; če uživa materialno in ideološko podporo tuje socialistične dežele, ima po takšni logiki toliko večje možnosti, da uspe.
Model socialne demokracije, ki se je vzpostavil tekom gospodarske krize, v zahodnih evropskih državah pa po koncu druge svetovne vojne, je tako treba razumeti kot odgovor na grožnjo komunistične revolucije. Keynesianizem kot ekonomski model, kjer država zapolni pomanjkanje povpraševanja na trgu, hkrati pa nadzoruje nivo brezposelnosti, je postal širše uveljavljen, ker se je moral vzpostaviti sistem, v katerem lahko kapitalizem vsaj delno obvlada svoja lastna protislovja. V nasprotnem primeru bi ta bil odpravljen, nadomestil pa bi ga komunizem; za buržoazijo je izguba v profitu manjše zlo kot odprava njenega obstoja, zato je na ta model tudi pristala. Nadalje je takšen ekonomski model na kratki in srednji rok bil ugoden za buržoazijo, saj so državni izdatki predstavljali dodatne investicijske možnosti.
V Zahodni Evropi je vzrok za uvedbo socialdemokratskega modela zelo podoben. Glavna razlika je v tem, da je Sovjetska Zveza imela toliko večjo vlogo (tudi zaradi geografske bližine); vpliv komunističnih gibanj (in političnih strank) je nadalje povečal njihov prispevek k zlomu fašizma. Na tem območju je narava socialne demokracije kot zmerne, reformistične alternative komunizmu bila toliko bolj očitna. To toliko bolj drži, ker sta socialna demokracija in socializem bila medsebojno izključujoča; ZDA so, na primer, državam, kjer so komunisti imeli »preveliko« politično vlogo, zagrozila, da jim bo odtegnila finančno pomoč, če situacije ne »popravijo« in postavijo na oblast zmernejše opcije.
V deželah, kjer situacija ni bila tako delikatna, kjer buržoaziji ni bilo treba delovati »v rokavicah«, da bi zavarovala svoje interese, je situacija bila drugačna. Primer je Latinska Amerika, ki po Monroe doktrini spada v interesno sfero ZDA. Tukaj ZDA niso zatirale le komunistov, ki so odkrito podpirali Sovjetsko Zvezo, ampak tudi politične pozicije, ki so se od Sovjetske Zveze distancirale; primer iz Čila je demokratični socializem Salvadora Allendeja, ki je padel pod vojaškim udarom (s podporo obveščevalne agencije CIA) leta 1973. Takšna usoda je doletela tudi socialdemokratske režime; takšen primer je bil v Gvatemali, kjer je leta 1954 z državnim udarom bil odstavljen takratni predsednik države Jacobo Árbenz.

### Vzpon neoliberalizma
Socialdemokratski model ne odpravi tržnega gospodarstva in kapitalistične privatne lastnine, s čimer obdrži tudi dovzetnost za gospodarsko krizo. Do te je v začetku 70' let tudi prišlo; delno je k temu pripomogel tudi dvig cen nafte (tako imenovana naftna kriza leta 1974), pomembno pa je bilo tudi splošno pregrevanje gospodarstva. 
Za razliko od gospodarske krize v 30' letih, kjer je kapitalistična država zaradi pritiska delavskega razreda vzpostavila socialdemokratski model (opis spodaj), pa je tokrat ta pritisk bil nesorazmerno manjši. Sovjetska Zveza je pod Nikito Hruščovom razvijala politiko mirne koeksistence; pod Leonidom Brežnjevom je sicer zavzela bolj intervencionistično držo, a je de facto ta bila defenzivna. V samih kapitalističnih deželah je revolucionarna politika izgubila iniciativo reformističnim sindikatom; ti so sicer bili močni, a so svoje zahteve omejili na mezdni boj (tj. rast plač) in omejevanje brezposelnosti.
Oba faktorja sta bila pomembna pri določanju ekonomske politike; zaradi teh sprememb odgovor na krizo ni bil nadaljnje vzdrževanje socialdemokratskega modela, ampak liberalizacija gospodarstva. Dva pomembna ukrepa liberalizacije gospodarstva sta deregulacija in privatizacija. Deregulacija se nanaša tako na finančne trge kot delavske pravice; oboje se je začelo spreminjati v prid kapitalu. Privatizacija se je izvajala tako na področju storitev socialne države (npr. privatizacija državnih stanovanj, šolstva in zdravstva) kot v ostalih ekonomskih sektorjih.

## Značilnosti socialne demokracije

### Socialni dialog
Socialna demokracija do vprašanja razrednega boja zavzame pristop, da se konflikt med delom in kapitalom, torej med proletariatom in buržoazijo, da pomiriti preko kompromisov in socialnega dialoga. Po socialdemokratskem modelu je socialni dialog sestavljen iz treh ključnih partnerjev: delavcev (ki jih zastopajo sindikati), delodajalcev (buržoazije) in države, ki igra vlogo posrednika med obema stranema. Iz vidika delavske pozicije lahko cilje socialne demokracije povzamemo s tremi večjimi gesli: rast plač (mezd), rast delovnih mest (tj. zmanjševanje brezposelnosti) in varnost zaposlitve.
Predstavljena shema je poenostavitev; pod zahteve socialne demokracije spadajo na primer tudi soudeležba delavcev pri dobičku podjetja in soupravljanje slednjega. Kljub temu pa je ključna značilnost takšnih zahtev, da so te de facto v drugi obliki izražena zahteva po rasti plač; tudi pri delavskem soupravljanju je govor o soupravljanju, sam kapital še vedno ostaja v privatni lasti.
Dodaten pomemben element socialne demokracije je socialna država, ki na eni strani sestoji iz socialnega varstva (kot na primer v primeru brezposelnosti), po drugi strani pa omrežja javnih storitev, kot na primer zdravstva in šolstva. Slednja sama na sebi niso kapitalistična; niso v privatni lasti, hkrati pa njihov osnovni smoter ni ustvarjanje profita, temveč kritje družbene potrebe. Kljub temu pa je socialdemokratska država še vedno kapitalistična, saj v končni fazi še vedno ščiti kapitalistično privatno lastnino. Za socialistično ekonomijo ne zadostuje socialna država, saj ta v primeru socialne demokracije deluje v okviru mešane ekonomije, ki pa je še vedno kapitalistična.

### Mešana ekonomija
Socialna demokracija ne napada kapitalistične privatne lastnine; v slednji in v tržnem gospodarstvu ne vidi problema, če sta regulirani. Tipični ekonomski model socialne demokracije je tako mešana ekonomija. V takem modelu so ključni ekonomski sektorji v državni lasti; pod te ključne sektorje poleg javnih storitev, kot na primer javnega šolstva in zdravstva, spadajo prometna in telekomunikacijska infrastruktura ter ostali ekonomski sektorji, ključni za delovanje družbe (npr. industrija ključnih izvoznih artiklov, pa tudi del vojaško-industrijskega kompleksa). Država ravno tako množično financira raziskovalne laboratorije, ki v zastavljanju raziskovalnih ciljev niso obremenjeni z zahtevami po kratkoročnih povrnitvah investicij; rezultati raziskav so nato splošno dostopni družbenemu kapitalu.
Poudarek pa je, da so v državni lasti le ključni ekonomski sektorji, ne celotna družbena ekonomija. Delež državnega lastništva v mešani ekonomiji tako praviloma znaša med 20% in 30%; preostanek nadalje funkcionira v tržnem gospodarstvu pod kapitalistično privatno lastnino.

### Problemi socialne demokracije
Socialdemokratski model do kapitalizma ni sovražen; z izjemo državnega sektorja v mešani ekonomiji ne predvideva razlastitev buržoazije niti vzpostavitve planskega gospodarstva (še največji približek slednjemu so nezavezujoče direktive privatnemu sektorju). To tudi pomeni, da produkcija presežne vrednosti, temelj kapitalističnega izkoriščanja in profita, ni odpravljena, saj ostanejo temelji kapitalističnih produkcijskih odnosov (mezdno delo in kapitalistični monopol nad produkcijskimi sredstvi) nedotaknjeni. Nadalje to pomeni, da kot glavni način organizacije družbene ekonomije ostane trg; v mešani ekonomiji državni sektor ni alternativa tržnemu gospodarstvu, ampak je vanj integriran. Povedano ima dve pomembni posledici.
Prvič:  z ohranitvijo kapitalistične privatne lastnine se razredne strukture, značilne za kapitalizem, ohranjajo. Največja sprememba v teh je, da se opazno poveča sloj med buržoazijo in proletariatom (malomeščanstvo, pa tudi nekateri kvalificirani delavci); temeljne značilnosti kapitalistične razredne strukture pa ostanejo enake. Nadalje: ker je družbena delovna sila še vedno organizirana po kapitalističnem načinu produkcije (glej industrijska rezervna armada), brezposelnost še vedno obstaja.
Drugič: z ohranitvijo tržnega gospodarstva mešana ekonomija ostane dovzetna za periodične gospodarske krize, ki so značilnost kapitalistične ekonomije; zgodovinski primer takšne krize je gospodarska kriza med letoma 1973 in 1975,relevantna je tudi gospodarska kriza, ki se je začela leta 2007. 

## Socialna demokracija danes
Ideali socialne demokracije so danes pogosto zapisani v temeljne pravne listine kapitalističnih držav. Ustava Republike Slovenije na primer opredeljuje Slovenijo kot demokratično in socialno državo in se tako okvirno istoveti z ideali socialne demokracije. Podobno velja za Evropsko Unijo, ki v svoji ustavi ravno tako vključuje socialdemokratske ideje.

## Seznam socialdemokratov
- Martti Ahtisaari[25]
- Raúl Alfonsín
- Clement Attlee[26]
- Pavel Axelrod
- Otto Bauer
- Eduard Bernstein[27]
- Rubén Berríos[28]
- Hermes Binner
- Léon Blum
- Rodrigo Borja Cevallos[29]
- Willy Brandt[30]
- Hjalmar Branting[31]
- Leonel Brizola
- Ed Broadbent[32]
- Walt Brown
- Gro Harlem Brundtland
- Gordon Brown
- Fernando Henrique Cardoso[33]
- Ingvar Carlsson[34]
- Helen Clark[35]
- Major James Coldwell[36]
- Gilberto Concepción de Gracia
- Mário Covas
- Juan Dalmau Ramírez
- Fedor Dan
- Luiz Inácio Lula da Silva
- Kemal Derviş[37]
- Tommy Douglas[32]
- Ruth Dreifuss[38]
- Bülent Ecevit[39]
- Tage Erlander[40]
- Carlos Garaikoetxea
- Einar Gerhardsen
- Anthony Giddens[41]
- Felipe Gonzalez
- Mikhail Gorbachev[42]
- Per Albin Hansson[43]
- Bob Hawke
- L. T. Hobhouse
- J. A. Hobson
- Toomas H. Ilves[44]
- Erdal Inonu[45]
- Jean Jaurès
- Paul Keating[46]
- Friedrich Kellner[47]
- Norman Kirk[48]
- Wim Kok
- Etbin Kristan
- Dennis Kucinich
- Robert Kuttner[49]
- Oskar Lafontaine[50]
- Ricardo Lagos
- Mark Latham
- Jack Layton[51]
- Julius Leber[52]
- René Lévesque
- David Lewis[32]
- Stephen Lewis
- Trygve Lie
- Anna Lindh
- Paavo Lipponen
- Ramsay Macdonald
- Nelson Mandela[53]
- Julius Martov
- Walter Nash
- Obafemi Awolowo
- Olof Palme[54]
- Andreas Papandreou[55]
- Göran Persson[56]
- Louis Pio
- Georgi Plekhanov[57]
- Karl Polanyi
- Jože Pučnik
- Ivica Račan
- Poul Nyrup Rasmussen[58]
- Ségolène Royal[59]
- Kevin Rudd[60]
- August Rei[61]
- Manuel Rosales[62]
- Alex Salmond
- Giuseppe Saragat[63]
- Michael Joseph Savage[64]
- Gerhard Schröder[65]
- Max Shachtman
- Lim Kit Siang
- Karpal Singh
- Thorvald Stauning[66]
- Jens Stoltenberg[67]
- Norman Thomas
- Gough Whitlam
- J. S. Woodsworth[68]
- Jose Luis Rodriguez Zapatero[69]
- Vera Zasulich